# Banzo
Le banzo est un état d'âme qui se manifestait chez les esclaves du Brésil nés en Afrique, dits « Bossales ». Le terme qui le désigne provient probablement de « mabanzo », qui en langue kongo signifie « nostalgie ». Associé à une croyance selon laquelle les morts retournent dans leur patrie par métempsycose, le banzo conduit parfois au suicide en suscitant désespoir, anorexie ou mutisme.

## Dans les arts

### Cinéma
Banzo, film de réalisé par Margarida Cardoso (pt) en 2024 et traitant de l'esclavage portugais à Sao Tomé-et-Principe.

### Littérature
Banzo, mémoires de la favela, roman de l'écrivaine brésilienne Conceição Evaristo.